# Lomariopsidaceae
Lomariopsidaceae é uma família de samambaias pteridófitas, com distribuição natural maioritariamente tropical, que a classificação de 2016 do Pteridophyte Phylogeny Group (a PPG I), coloca na subordem Polypodiineae (eupolypods I) da ordem Polypodiales. Alternativamente, pode ser tratada como a subfamília Lomariopsidoideae  de uma família Polypodiaceae sensu lato muito ampla.
Apesar de os indivíduos da família apresentarem características distintas entre os grupos, compartilham um característico meristema ventral do rizoma.
Alguns membros das Lomariopsidaceae são cultivados como planta ornamental.

## Diversidade Taxonômica
Essa família é composta por quatro gêneros, Cyclopeltis, Dracoglossum, Dryopolystichum, Lomariopsis e cerca de 70 espécies. A família possui uma das morfologias mais heterogêneas entre as samambaias, apresentando características variadas entre os gêneros. 

## Espécies encontradas no Brasil
Ocorrem 3 gêneros, com as seguintes espécies: 
- Cyclopeltils
  - Cyclopeltis semicordata (Sw.) J.Sm

- Dracoglossum Christenh.
  - Dracoglossum plantagineum (Jacq.) Christenh.
  - Dracoglossum sinuatum (Fée) Christenh.

- Lomariopsis Fée
  - Lomariopsis japurensis (Mart.) J.Sm
  - Lomariopsis marginata (Schrad.) Kuhn
  - Lomariopsis nigropaleata Holttum
  - Lomariopsis prieuriana Fée

## Morfologia
A família possui como característica marcante um amplo meristema ventral do rizoma. Nessa família, o esporângio é mantido por dois sistemas vasculares. São características por pecíolo com feixe vascular em forma de meia lua. 
Podem ser rastejantes ou trepadeiras, e apresentam características linhas espalhadas pelo esclerênquima. Apresentam dimorfismo entre indivíduos férteis e inférteis, sendo que as folhas férteis apresentam região laminar mais reduzida. Os estômatos são em sua maioria paracíticos. Pneumatóforos ocorrem no pecíolo ou na base do pecíolo. Os esporos possuem forma monolete e elipsoidal, com estruturas semelhantes a asas em sua superfície. Muitas espécies possuem protalo cordado com ou sem pelos laterais multicelulares.
Essa família apresenta diferente morfologia em folhas jovens e adultas, e talo do esporângio formado por 3 colunas de células, esporos bilaterais com períneo dobrado.
| Característica                       | Cyclopeltis          | Dracoglossum         | Dryopolystichum  | Lomariopsis       |
| ------------------------------------ | -------------------- | -------------------- | ---------------- | ----------------- |
| Habitat                              | Terrestre            | Terrestre            | Terrestre        | Hemiepífita       |
| Rizoma                               | Ereto                | Rasteira             | Ereto            | Trepadeira        |
| Divisão das folhas (plantas maduras) | Pinada               | Simples              | Pinada           | Pinado-pinatífida |
| Articulação das pinas                | Articulada           | Não se aplica        | Não articulada   | Articulada        |
| Venação                              | Livre                | Reticulada           | Livre            | Livre             |
| Esporângio                           | Soro arredondado     | Soro arredondado     | Soro arredondado | Acrosticóide      |
| Indúsio                              | Peltado, se presente | Peltado, se presente | Peltado          | Ausente           |

## Taxonomia e filogenia
A classificação de 2016 do Pteridophyte Phylogeny Group (PPG I) incluiu 4 géneros nesta família. Posteriormente, Dryopolystichum foi adicionado em 2017, e Thysanosoria foi depois incluído em Lomariopsis, de forma que os seguintes géneros são presentemente reconhecidos:
- Cyclopeltis J.Sm.
- Dracoglossum Christenh.
- Dryopolystichum Copel.
- Lomariopsis Fée (incluindo Thysanosoria)

O género Nephrolepis foi em tempos colocado nesta família, mas agroa está colocado na sua própria família, Nephrolepidaceae. Alguns membros das Lomariopsidaceae são cultivados como planta ornamental.
A família Lomariopsidaceae apresenta a seguinte estrutura filogenética externa (PPG I) e interna (Fern Tree of Life):
|  | Nephrolepidaceae |
|  |                  |
|  | Lomariopsidaceae |
|  |                  |

|  | Oleandraceae                                                   |
|  |                                                                |
|  | \| \| Davalliaceae \| \| \| \| \| \| Polypodiaceae \| \| \| \| |
|  |                                                                |
|  | Davalliaceae                                                   |
|  |                                                                |
|  | Polypodiaceae                                                  |
|  |                                                                |

|  | Davalliaceae  |
|  |               |
|  | Polypodiaceae |
|  |               |

|  | Oleandraceae                                                   |
|  |                                                                |
|  | \| \| Davalliaceae \| \| \| \| \| \| Polypodiaceae \| \| \| \| |
|  |                                                                |
|  | Davalliaceae                                                   |
|  |                                                                |
|  | Polypodiaceae                                                  |
|  |                                                                |

|  | Davalliaceae  |
|  |               |
|  | Polypodiaceae |
|  |               |

|  | Nephrolepidaceae |
|  |                  |
|  | Lomariopsidaceae |
|  |                  |

|  | Oleandraceae                                                   |
|  |                                                                |
|  | \| \| Davalliaceae \| \| \| \| \| \| Polypodiaceae \| \| \| \| |
|  |                                                                |
|  | Davalliaceae                                                   |
|  |                                                                |
|  | Polypodiaceae                                                  |
|  |                                                                |

|  | Davalliaceae  |
|  |               |
|  | Polypodiaceae |
|  |               |

|  | Oleandraceae                                                   |
|  |                                                                |
|  | \| \| Davalliaceae \| \| \| \| \| \| Polypodiaceae \| \| \| \| |
|  |                                                                |
|  | Davalliaceae                                                   |
|  |                                                                |
|  | Polypodiaceae                                                  |
|  |                                                                |

|  | Davalliaceae  |
|  |               |
|  | Polypodiaceae |
|  |               |

|  | Nephrolepidaceae |
|  |                  |
|  | Lomariopsidaceae |
|  |                  |

|  | Oleandraceae                                                   |
|  |                                                                |
|  | \| \| Davalliaceae \| \| \| \| \| \| Polypodiaceae \| \| \| \| |
|  |                                                                |
|  | Davalliaceae                                                   |
|  |                                                                |
|  | Polypodiaceae                                                  |
|  |                                                                |

|  | Davalliaceae  |
|  |               |
|  | Polypodiaceae |
|  |               |

|  | Oleandraceae                                                   |
|  |                                                                |
|  | \| \| Davalliaceae \| \| \| \| \| \| Polypodiaceae \| \| \| \| |
|  |                                                                |
|  | Davalliaceae                                                   |
|  |                                                                |
|  | Polypodiaceae                                                  |
|  |                                                                |

|  | Davalliaceae  |
|  |               |
|  | Polypodiaceae |
|  |               |

|  | Nephrolepidaceae |
|  |                  |
|  | Lomariopsidaceae |
|  |                  |

|  | Oleandraceae                                                   |
|  |                                                                |
|  | \| \| Davalliaceae \| \| \| \| \| \| Polypodiaceae \| \| \| \| |
|  |                                                                |
|  | Davalliaceae                                                   |
|  |                                                                |
|  | Polypodiaceae                                                  |
|  |                                                                |

|  | Davalliaceae  |
|  |               |
|  | Polypodiaceae |
|  |               |

|  | Oleandraceae                                                   |
|  |                                                                |
|  | \| \| Davalliaceae \| \| \| \| \| \| Polypodiaceae \| \| \| \| |
|  |                                                                |
|  | Davalliaceae                                                   |
|  |                                                                |
|  | Polypodiaceae                                                  |
|  |                                                                |

|  | Davalliaceae  |
|  |               |
|  | Polypodiaceae |
|  |               |

|  | Nephrolepidaceae |
|  |                  |
|  | Lomariopsidaceae |
|  |                  |

|  | Oleandraceae                                                   |
|  |                                                                |
|  | \| \| Davalliaceae \| \| \| \| \| \| Polypodiaceae \| \| \| \| |
|  |                                                                |
|  | Davalliaceae                                                   |
|  |                                                                |
|  | Polypodiaceae                                                  |
|  |                                                                |

|  | Davalliaceae  |
|  |               |
|  | Polypodiaceae |
|  |               |

|  | Oleandraceae                                                   |
|  |                                                                |
|  | \| \| Davalliaceae \| \| \| \| \| \| Polypodiaceae \| \| \| \| |
|  |                                                                |
|  | Davalliaceae                                                   |
|  |                                                                |
|  | Polypodiaceae                                                  |
|  |                                                                |

|  | Davalliaceae  |
|  |               |
|  | Polypodiaceae |
|  |               |

|  | Nephrolepidaceae |
|  |                  |
|  | Lomariopsidaceae |
|  |                  |

|  | Oleandraceae                                                   |
|  |                                                                |
|  | \| \| Davalliaceae \| \| \| \| \| \| Polypodiaceae \| \| \| \| |
|  |                                                                |
|  | Davalliaceae                                                   |
|  |                                                                |
|  | Polypodiaceae                                                  |
|  |                                                                |

|  | Davalliaceae  |
|  |               |
|  | Polypodiaceae |
|  |               |

|  | Oleandraceae                                                   |
|  |                                                                |
|  | \| \| Davalliaceae \| \| \| \| \| \| Polypodiaceae \| \| \| \| |
|  |                                                                |
|  | Davalliaceae                                                   |
|  |                                                                |
|  | Polypodiaceae                                                  |
|  |                                                                |

|  | Davalliaceae  |
|  |               |
|  | Polypodiaceae |
|  |               |

|  | Nephrolepidaceae |
|  |                  |
|  | Lomariopsidaceae |
|  |                  |

|  | Oleandraceae                                                   |
|  |                                                                |
|  | \| \| Davalliaceae \| \| \| \| \| \| Polypodiaceae \| \| \| \| |
|  |                                                                |
|  | Davalliaceae                                                   |
|  |                                                                |
|  | Polypodiaceae                                                  |
|  |                                                                |

|  | Davalliaceae  |
|  |               |
|  | Polypodiaceae |
|  |               |

|  | Oleandraceae                                                   |
|  |                                                                |
|  | \| \| Davalliaceae \| \| \| \| \| \| Polypodiaceae \| \| \| \| |
|  |                                                                |
|  | Davalliaceae                                                   |
|  |                                                                |
|  | Polypodiaceae                                                  |
|  |                                                                |

|  | Davalliaceae  |
|  |               |
|  | Polypodiaceae |
|  |               |

|  | Nephrolepidaceae |
|  |                  |
|  | Lomariopsidaceae |
|  |                  |

|  | Oleandraceae                                                   |
|  |                                                                |
|  | \| \| Davalliaceae \| \| \| \| \| \| Polypodiaceae \| \| \| \| |
|  |                                                                |
|  | Davalliaceae                                                   |
|  |                                                                |
|  | Polypodiaceae                                                  |
|  |                                                                |

|  | Davalliaceae  |
|  |               |
|  | Polypodiaceae |
|  |               |

|  | Oleandraceae                                                   |
|  |                                                                |
|  | \| \| Davalliaceae \| \| \| \| \| \| Polypodiaceae \| \| \| \| |
|  |                                                                |
|  | Davalliaceae                                                   |
|  |                                                                |
|  | Polypodiaceae                                                  |
|  |                                                                |

|  | Davalliaceae  |
|  |               |
|  | Polypodiaceae |
|  |               |

|  | Nephrolepidaceae |
|  |                  |
|  | Lomariopsidaceae |
|  |                  |

|  | Oleandraceae                                                   |
|  |                                                                |
|  | \| \| Davalliaceae \| \| \| \| \| \| Polypodiaceae \| \| \| \| |
|  |                                                                |
|  | Davalliaceae                                                   |
|  |                                                                |
|  | Polypodiaceae                                                  |
|  |                                                                |

|  | Davalliaceae  |
|  |               |
|  | Polypodiaceae |
|  |               |

|  | Oleandraceae                                                   |
|  |                                                                |
|  | \| \| Davalliaceae \| \| \| \| \| \| Polypodiaceae \| \| \| \| |
|  |                                                                |
|  | Davalliaceae                                                   |
|  |                                                                |
|  | Polypodiaceae                                                  |
|  |                                                                |

|  | Davalliaceae  |
|  |               |
|  | Polypodiaceae |
|  |               |

|  | Nephrolepidaceae |
|  |                  |
|  | Lomariopsidaceae |
|  |                  |

|  | Oleandraceae                                                   |
|  |                                                                |
|  | \| \| Davalliaceae \| \| \| \| \| \| Polypodiaceae \| \| \| \| |
|  |                                                                |
|  | Davalliaceae                                                   |
|  |                                                                |
|  | Polypodiaceae                                                  |
|  |                                                                |

|  | Davalliaceae  |
|  |               |
|  | Polypodiaceae |
|  |               |

|  | Oleandraceae                                                   |
|  |                                                                |
|  | \| \| Davalliaceae \| \| \| \| \| \| Polypodiaceae \| \| \| \| |
|  |                                                                |
|  | Davalliaceae                                                   |
|  |                                                                |
|  | Polypodiaceae                                                  |
|  |                                                                |

|  | Davalliaceae  |
|  |               |
|  | Polypodiaceae |
|  |               |

|  | Nephrolepidaceae |
|  |                  |
|  | Lomariopsidaceae |
|  |                  |

|  | Oleandraceae                                                   |
|  |                                                                |
|  | \| \| Davalliaceae \| \| \| \| \| \| Polypodiaceae \| \| \| \| |
|  |                                                                |
|  | Davalliaceae                                                   |
|  |                                                                |
|  | Polypodiaceae                                                  |
|  |                                                                |

|  | Davalliaceae  |
|  |               |
|  | Polypodiaceae |
|  |               |

|  | Oleandraceae                                                   |
|  |                                                                |
|  | \| \| Davalliaceae \| \| \| \| \| \| Polypodiaceae \| \| \| \| |
|  |                                                                |
|  | Davalliaceae                                                   |
|  |                                                                |
|  | Polypodiaceae                                                  |
|  |                                                                |

|  | Davalliaceae  |
|  |               |
|  | Polypodiaceae |
|  |               |

|  | Nephrolepidaceae |
|  |                  |
|  | Lomariopsidaceae |
|  |                  |

|  | Oleandraceae                                                   |
|  |                                                                |
|  | \| \| Davalliaceae \| \| \| \| \| \| Polypodiaceae \| \| \| \| |
|  |                                                                |
|  | Davalliaceae                                                   |
|  |                                                                |
|  | Polypodiaceae                                                  |
|  |                                                                |

|  | Davalliaceae  |
|  |               |
|  | Polypodiaceae |
|  |               |

|  | Oleandraceae                                                   |
|  |                                                                |
|  | \| \| Davalliaceae \| \| \| \| \| \| Polypodiaceae \| \| \| \| |
|  |                                                                |
|  | Davalliaceae                                                   |
|  |                                                                |
|  | Polypodiaceae                                                  |
|  |                                                                |

|  | Davalliaceae  |
|  |               |
|  | Polypodiaceae |
|  |               |

|  | Nephrolepidaceae |
|  |                  |
|  | Lomariopsidaceae |
|  |                  |

|  | Oleandraceae                                                   |
|  |                                                                |
|  | \| \| Davalliaceae \| \| \| \| \| \| Polypodiaceae \| \| \| \| |
|  |                                                                |
|  | Davalliaceae                                                   |
|  |                                                                |
|  | Polypodiaceae                                                  |
|  |                                                                |

|  | Davalliaceae  |
|  |               |
|  | Polypodiaceae |
|  |               |

|  | Oleandraceae                                                   |
|  |                                                                |
|  | \| \| Davalliaceae \| \| \| \| \| \| Polypodiaceae \| \| \| \| |
|  |                                                                |
|  | Davalliaceae                                                   |
|  |                                                                |
|  | Polypodiaceae                                                  |
|  |                                                                |

|  | Davalliaceae  |
|  |               |
|  | Polypodiaceae |
|  |               |

|  | Nephrolepidaceae |
|  |                  |
|  | Lomariopsidaceae |
|  |                  |

|  | Oleandraceae                                                   |
|  |                                                                |
|  | \| \| Davalliaceae \| \| \| \| \| \| Polypodiaceae \| \| \| \| |
|  |                                                                |
|  | Davalliaceae                                                   |
|  |                                                                |
|  | Polypodiaceae                                                  |
|  |                                                                |

|  | Davalliaceae  |
|  |               |
|  | Polypodiaceae |
|  |               |

|  | Oleandraceae                                                   |
|  |                                                                |
|  | \| \| Davalliaceae \| \| \| \| \| \| Polypodiaceae \| \| \| \| |
|  |                                                                |
|  | Davalliaceae                                                   |
|  |                                                                |
|  | Polypodiaceae                                                  |
|  |                                                                |

|  | Davalliaceae  |
|  |               |
|  | Polypodiaceae |
|  |               |

|  | Nephrolepidaceae |
|  |                  |
|  | Lomariopsidaceae |
|  |                  |

|  | Oleandraceae                                                   |
|  |                                                                |
|  | \| \| Davalliaceae \| \| \| \| \| \| Polypodiaceae \| \| \| \| |
|  |                                                                |
|  | Davalliaceae                                                   |
|  |                                                                |
|  | Polypodiaceae                                                  |
|  |                                                                |

|  | Davalliaceae  |
|  |               |
|  | Polypodiaceae |
|  |               |

|  | Oleandraceae                                                   |
|  |                                                                |
|  | \| \| Davalliaceae \| \| \| \| \| \| Polypodiaceae \| \| \| \| |
|  |                                                                |
|  | Davalliaceae                                                   |
|  |                                                                |
|  | Polypodiaceae                                                  |
|  |                                                                |

|  | Davalliaceae  |
|  |               |
|  | Polypodiaceae |
|  |               |

|  | Nephrolepidaceae |
|  |                  |
|  | Lomariopsidaceae |
|  |                  |

|  | Oleandraceae                                                   |
|  |                                                                |
|  | \| \| Davalliaceae \| \| \| \| \| \| Polypodiaceae \| \| \| \| |
|  |                                                                |
|  | Davalliaceae                                                   |
|  |                                                                |
|  | Polypodiaceae                                                  |
|  |                                                                |

|  | Davalliaceae  |
|  |               |
|  | Polypodiaceae |
|  |               |

|  | Oleandraceae                                                   |
|  |                                                                |
|  | \| \| Davalliaceae \| \| \| \| \| \| Polypodiaceae \| \| \| \| |
|  |                                                                |
|  | Davalliaceae                                                   |
|  |                                                                |
|  | Polypodiaceae                                                  |
|  |                                                                |

|  | Davalliaceae  |
|  |               |
|  | Polypodiaceae |
|  |               |

|  | Nephrolepidaceae |
|  |                  |
|  | Lomariopsidaceae |
|  |                  |

|  | Oleandraceae                                                   |
|  |                                                                |
|  | \| \| Davalliaceae \| \| \| \| \| \| Polypodiaceae \| \| \| \| |
|  |                                                                |
|  | Davalliaceae                                                   |
|  |                                                                |
|  | Polypodiaceae                                                  |
|  |                                                                |

|  | Davalliaceae  |
|  |               |
|  | Polypodiaceae |
|  |               |

|  | Oleandraceae                                                   |
|  |                                                                |
|  | \| \| Davalliaceae \| \| \| \| \| \| Polypodiaceae \| \| \| \| |
|  |                                                                |
|  | Davalliaceae                                                   |
|  |                                                                |
|  | Polypodiaceae                                                  |
|  |                                                                |

|  | Davalliaceae  |
|  |               |
|  | Polypodiaceae |
|  |               |

|  | Nephrolepidaceae |
|  |                  |
|  | Lomariopsidaceae |
|  |                  |

|  | Oleandraceae                                                   |
|  |                                                                |
|  | \| \| Davalliaceae \| \| \| \| \| \| Polypodiaceae \| \| \| \| |
|  |                                                                |
|  | Davalliaceae                                                   |
|  |                                                                |
|  | Polypodiaceae                                                  |
|  |                                                                |

|  | Davalliaceae  |
|  |               |
|  | Polypodiaceae |
|  |               |

|  | Oleandraceae                                                   |
|  |                                                                |
|  | \| \| Davalliaceae \| \| \| \| \| \| Polypodiaceae \| \| \| \| |
|  |                                                                |
|  | Davalliaceae                                                   |
|  |                                                                |
|  | Polypodiaceae                                                  |
|  |                                                                |

|  | Davalliaceae  |
|  |               |
|  | Polypodiaceae |
|  |               |

|  | Nephrolepidaceae |
|  |                  |
|  | Lomariopsidaceae |
|  |                  |

|  | Oleandraceae                                                   |
|  |                                                                |
|  | \| \| Davalliaceae \| \| \| \| \| \| Polypodiaceae \| \| \| \| |
|  |                                                                |
|  | Davalliaceae                                                   |
|  |                                                                |
|  | Polypodiaceae                                                  |
|  |                                                                |

|  | Davalliaceae  |
|  |               |
|  | Polypodiaceae |
|  |               |

|  | Oleandraceae                                                   |
|  |                                                                |
|  | \| \| Davalliaceae \| \| \| \| \| \| Polypodiaceae \| \| \| \| |
|  |                                                                |
|  | Davalliaceae                                                   |
|  |                                                                |
|  | Polypodiaceae                                                  |
|  |                                                                |

|  | Davalliaceae  |
|  |               |
|  | Polypodiaceae |
|  |               |

|  | Nephrolepidaceae |
|  |                  |
|  | Lomariopsidaceae |
|  |                  |

|  | Oleandraceae                                                   |
|  |                                                                |
|  | \| \| Davalliaceae \| \| \| \| \| \| Polypodiaceae \| \| \| \| |
|  |                                                                |
|  | Davalliaceae                                                   |
|  |                                                                |
|  | Polypodiaceae                                                  |
|  |                                                                |

|  | Davalliaceae  |
|  |               |
|  | Polypodiaceae |
|  |               |

|  | Oleandraceae                                                   |
|  |                                                                |
|  | \| \| Davalliaceae \| \| \| \| \| \| Polypodiaceae \| \| \| \| |
|  |                                                                |
|  | Davalliaceae                                                   |
|  |                                                                |
|  | Polypodiaceae                                                  |
|  |                                                                |

|  | Davalliaceae  |
|  |               |
|  | Polypodiaceae |
|  |               |

|  | Nephrolepidaceae |
|  |                  |
|  | Lomariopsidaceae |
|  |                  |

|  | Oleandraceae                                                   |
|  |                                                                |
|  | \| \| Davalliaceae \| \| \| \| \| \| Polypodiaceae \| \| \| \| |
|  |                                                                |
|  | Davalliaceae                                                   |
|  |                                                                |
|  | Polypodiaceae                                                  |
|  |                                                                |

|  | Davalliaceae  |
|  |               |
|  | Polypodiaceae |
|  |               |

|  | Oleandraceae                                                   |
|  |                                                                |
|  | \| \| Davalliaceae \| \| \| \| \| \| Polypodiaceae \| \| \| \| |
|  |                                                                |
|  | Davalliaceae                                                   |
|  |                                                                |
|  | Polypodiaceae                                                  |
|  |                                                                |

|  | Davalliaceae  |
|  |               |
|  | Polypodiaceae |
|  |               |

|  | Nephrolepidaceae |
|  |                  |
|  | Lomariopsidaceae |
|  |                  |

|  | Oleandraceae                                                   |
|  |                                                                |
|  | \| \| Davalliaceae \| \| \| \| \| \| Polypodiaceae \| \| \| \| |
|  |                                                                |
|  | Davalliaceae                                                   |
|  |                                                                |
|  | Polypodiaceae                                                  |
|  |                                                                |

|  | Davalliaceae  |
|  |               |
|  | Polypodiaceae |
|  |               |

|  | Oleandraceae                                                   |
|  |                                                                |
|  | \| \| Davalliaceae \| \| \| \| \| \| Polypodiaceae \| \| \| \| |
|  |                                                                |
|  | Davalliaceae                                                   |
|  |                                                                |
|  | Polypodiaceae                                                  |
|  |                                                                |

|  | Davalliaceae  |
|  |               |
|  | Polypodiaceae |
|  |               |

|  | Nephrolepidaceae |
|  |                  |
|  | Lomariopsidaceae |
|  |                  |

|  | Oleandraceae                                                   |
|  |                                                                |
|  | \| \| Davalliaceae \| \| \| \| \| \| Polypodiaceae \| \| \| \| |
|  |                                                                |
|  | Davalliaceae                                                   |
|  |                                                                |
|  | Polypodiaceae                                                  |
|  |                                                                |

|  | Davalliaceae  |
|  |               |
|  | Polypodiaceae |
|  |               |

|  | Oleandraceae                                                   |
|  |                                                                |
|  | \| \| Davalliaceae \| \| \| \| \| \| Polypodiaceae \| \| \| \| |
|  |                                                                |
|  | Davalliaceae                                                   |
|  |                                                                |
|  | Polypodiaceae                                                  |
|  |                                                                |

|  | Davalliaceae  |
|  |               |
|  | Polypodiaceae |
|  |               |

|  | Nephrolepidaceae |
|  |                  |
|  | Lomariopsidaceae |
|  |                  |

|  | Oleandraceae                                                   |
|  |                                                                |
|  | \| \| Davalliaceae \| \| \| \| \| \| Polypodiaceae \| \| \| \| |
|  |                                                                |
|  | Davalliaceae                                                   |
|  |                                                                |
|  | Polypodiaceae                                                  |
|  |                                                                |

|  | Davalliaceae  |
|  |               |
|  | Polypodiaceae |
|  |               |

|  | Oleandraceae                                                   |
|  |                                                                |
|  | \| \| Davalliaceae \| \| \| \| \| \| Polypodiaceae \| \| \| \| |
|  |                                                                |
|  | Davalliaceae                                                   |
|  |                                                                |
|  | Polypodiaceae                                                  |
|  |                                                                |

|  | Davalliaceae  |
|  |               |
|  | Polypodiaceae |
|  |               |

|  | Nephrolepidaceae |
|  |                  |
|  | Lomariopsidaceae |
|  |                  |

|  | Oleandraceae                                                   |
|  |                                                                |
|  | \| \| Davalliaceae \| \| \| \| \| \| Polypodiaceae \| \| \| \| |
|  |                                                                |
|  | Davalliaceae                                                   |
|  |                                                                |
|  | Polypodiaceae                                                  |
|  |                                                                |

|  | Davalliaceae  |
|  |               |
|  | Polypodiaceae |
|  |               |

|  | Oleandraceae                                                   |
|  |                                                                |
|  | \| \| Davalliaceae \| \| \| \| \| \| Polypodiaceae \| \| \| \| |
|  |                                                                |
|  | Davalliaceae                                                   |
|  |                                                                |
|  | Polypodiaceae                                                  |
|  |                                                                |

|  | Davalliaceae  |
|  |               |
|  | Polypodiaceae |
|  |               |

|  | Nephrolepidaceae |
|  |                  |
|  | Lomariopsidaceae |
|  |                  |

|  | Oleandraceae                                                   |
|  |                                                                |
|  | \| \| Davalliaceae \| \| \| \| \| \| Polypodiaceae \| \| \| \| |
|  |                                                                |
|  | Davalliaceae                                                   |
|  |                                                                |
|  | Polypodiaceae                                                  |
|  |                                                                |

|  | Davalliaceae  |
|  |               |
|  | Polypodiaceae |
|  |               |

|  | Oleandraceae                                                   |
|  |                                                                |
|  | \| \| Davalliaceae \| \| \| \| \| \| Polypodiaceae \| \| \| \| |
|  |                                                                |
|  | Davalliaceae                                                   |
|  |                                                                |
|  | Polypodiaceae                                                  |
|  |                                                                |

|  | Davalliaceae  |
|  |               |
|  | Polypodiaceae |
|  |               |

|  | Nephrolepidaceae |
|  |                  |
|  | Lomariopsidaceae |
|  |                  |

|  | Oleandraceae                                                   |
|  |                                                                |
|  | \| \| Davalliaceae \| \| \| \| \| \| Polypodiaceae \| \| \| \| |
|  |                                                                |
|  | Davalliaceae                                                   |
|  |                                                                |
|  | Polypodiaceae                                                  |
|  |                                                                |

|  | Davalliaceae  |
|  |               |
|  | Polypodiaceae |
|  |               |

|  | Oleandraceae                                                   |
|  |                                                                |
|  | \| \| Davalliaceae \| \| \| \| \| \| Polypodiaceae \| \| \| \| |
|  |                                                                |
|  | Davalliaceae                                                   |
|  |                                                                |
|  | Polypodiaceae                                                  |
|  |                                                                |

|  | Davalliaceae  |
|  |               |
|  | Polypodiaceae |
|  |               |

|  | Nephrolepidaceae |
|  |                  |
|  | Lomariopsidaceae |
|  |                  |

|  | Oleandraceae                                                   |
|  |                                                                |
|  | \| \| Davalliaceae \| \| \| \| \| \| Polypodiaceae \| \| \| \| |
|  |                                                                |
|  | Davalliaceae                                                   |
|  |                                                                |
|  | Polypodiaceae                                                  |
|  |                                                                |

|  | Davalliaceae  |
|  |               |
|  | Polypodiaceae |
|  |               |

|  | Oleandraceae                                                   |
|  |                                                                |
|  | \| \| Davalliaceae \| \| \| \| \| \| Polypodiaceae \| \| \| \| |
|  |                                                                |
|  | Davalliaceae                                                   |
|  |                                                                |
|  | Polypodiaceae                                                  |
|  |                                                                |

|  | Davalliaceae  |
|  |               |
|  | Polypodiaceae |
|  |               |

|  | Nephrolepidaceae |
|  |                  |
|  | Lomariopsidaceae |
|  |                  |

|  | Oleandraceae                                                   |
|  |                                                                |
|  | \| \| Davalliaceae \| \| \| \| \| \| Polypodiaceae \| \| \| \| |
|  |                                                                |
|  | Davalliaceae                                                   |
|  |                                                                |
|  | Polypodiaceae                                                  |
|  |                                                                |

|  | Davalliaceae  |
|  |               |
|  | Polypodiaceae |
|  |               |

|  | Oleandraceae                                                   |
|  |                                                                |
|  | \| \| Davalliaceae \| \| \| \| \| \| Polypodiaceae \| \| \| \| |
|  |                                                                |
|  | Davalliaceae                                                   |
|  |                                                                |
|  | Polypodiaceae                                                  |
|  |                                                                |

|  | Davalliaceae  |
|  |               |
|  | Polypodiaceae |
|  |               |

|  | Nephrolepidaceae |
|  |                  |
|  | Lomariopsidaceae |
|  |                  |

|  | Oleandraceae                                                   |
|  |                                                                |
|  | \| \| Davalliaceae \| \| \| \| \| \| Polypodiaceae \| \| \| \| |
|  |                                                                |
|  | Davalliaceae                                                   |
|  |                                                                |
|  | Polypodiaceae                                                  |
|  |                                                                |

|  | Davalliaceae  |
|  |               |
|  | Polypodiaceae |
|  |               |

|  | Oleandraceae                                                   |
|  |                                                                |
|  | \| \| Davalliaceae \| \| \| \| \| \| Polypodiaceae \| \| \| \| |
|  |                                                                |
|  | Davalliaceae                                                   |
|  |                                                                |
|  | Polypodiaceae                                                  |
|  |                                                                |

|  | Davalliaceae  |
|  |               |
|  | Polypodiaceae |
|  |               |

|  | Nephrolepidaceae |
|  |                  |
|  | Lomariopsidaceae |
|  |                  |

|  | Oleandraceae                                                   |
|  |                                                                |
|  | \| \| Davalliaceae \| \| \| \| \| \| Polypodiaceae \| \| \| \| |
|  |                                                                |
|  | Davalliaceae                                                   |
|  |                                                                |
|  | Polypodiaceae                                                  |
|  |                                                                |

|  | Davalliaceae  |
|  |               |
|  | Polypodiaceae |
|  |               |

|  | Oleandraceae                                                   |
|  |                                                                |
|  | \| \| Davalliaceae \| \| \| \| \| \| Polypodiaceae \| \| \| \| |
|  |                                                                |
|  | Davalliaceae                                                   |
|  |                                                                |
|  | Polypodiaceae                                                  |
|  |                                                                |

|  | Davalliaceae  |
|  |               |
|  | Polypodiaceae |
|  |               |

|  | Nephrolepidaceae |
|  |                  |
|  | Lomariopsidaceae |
|  |                  |

|  | Oleandraceae                                                   |
|  |                                                                |
|  | \| \| Davalliaceae \| \| \| \| \| \| Polypodiaceae \| \| \| \| |
|  |                                                                |
|  | Davalliaceae                                                   |
|  |                                                                |
|  | Polypodiaceae                                                  |
|  |                                                                |

|  | Davalliaceae  |
|  |               |
|  | Polypodiaceae |
|  |               |

|  | Oleandraceae                                                   |
|  |                                                                |
|  | \| \| Davalliaceae \| \| \| \| \| \| Polypodiaceae \| \| \| \| |
|  |                                                                |
|  | Davalliaceae                                                   |
|  |                                                                |
|  | Polypodiaceae                                                  |
|  |                                                                |

|  | Davalliaceae  |
|  |               |
|  | Polypodiaceae |
|  |               |

|  | Dryopolystichum |
|  |                 |
|  | Cyclopeltis     |
|  |                 |

|  | Dracoglossum |
|  |              |
|  | Lomariopsis  |
|  |              |

|  | Dryopolystichum |
|  |                 |
|  | Cyclopeltis     |
|  |                 |

|  | Dracoglossum |
|  |              |
|  | Lomariopsis  |
|  |              |

|  | Dryopolystichum |
|  |                 |
|  | Cyclopeltis     |
|  |                 |

|  | Dracoglossum |
|  |              |
|  | Lomariopsis  |
|  |              |

|  | Dryopolystichum |
|  |                 |
|  | Cyclopeltis     |
|  |                 |

|  | Dracoglossum |
|  |              |
|  | Lomariopsis  |
|  |              |

## Distribuição Geográfica
É uma família que abrange espécies tropicais, encontradas na maioria dos países da América do Sul, até a América Central e sul da América do Norte. Além disso, espécies também são encontradas na Ásia.
Registros incluem as determinadas regiões:
- Cyclopeltis J.Sm: Ásia (Indonésia, Taiwan, Vietnã, Camboja, Tailândia), América do Sul e América Central (Brasil, Bolívia, Peru, Equador, Colômbia, Costa Rica, Guatemala, República Dominicana, Nicarágua). [14]

- Dracoglossum': América Central (Guiana Francesa, Colômbia, Costa Rica, Panamá). [15]

- Dryopolystichum': Nova Guiné. [4]

- Lomariopsis': América do Sul e América Central (Brasil, Bolívia, Peru, Equador, Colômbia, Costa Rica, Guatemala, República Dominicana, Nicarágua, Porto Rico, Cuba), África (Guiné, Gabão, Angola, Zâmbia, Zimbábue, Moçambique, Madagascar), Ásia (Indonésia, Taiwan, Vietnã, Filipinas, Malásia, Nepal, Tailândia). [16]

As espécies do gênero Lomariopsis, por exemplo, crescem em florestas úmidas e regiões de menor elevação. Na Amazônia brasileira, especificamente no estado do Pará, são encontrados os gêneros Cyclopeltis J. Sm., Lomariopsis Fée, Nephrolepis Schott,e cerca de 10 espécies. No território brasileiro, existem registro da família em 21 dos 25 estados (Acre, Alagoas, Amapá, Amazonas, Bahia, Ceará, Distrito Federal, Espírito Santo, Goiás, Maranhão, Mato Grosso, Mato Grosso do Sul, Minas Gerais, Pará, Paraná, Pernambuco, Rio de Janeiro, Rio Grande do Sul, Rondônia, Roraima, Santa Catarina, São Paulo e Sergipe) e no Distrito Federal.